# 徐鐘喆
徐 鐘喆（ソ・ジョンチョル、서종철）は、日本、大韓民国の陸軍軍人。
元国土部長官の徐昇煥は四男。

## 人物
1924年5月、慶尚南道梁山生まれ。本貫は達城徐氏。旧制宮崎商業学校（宮崎県立宮崎商業高等学校）卒業。学徒出陣して日本軍少尉。1946年6月、警備士官学校第1期卒業、任少尉（軍番10129番）。
1950年6月10日、第8連隊長、大領。漢江の戦いに参加。同年、第5師団第36連隊長。1951年、第5師団副師団長。1951年11月28日、憲兵副司令官。1952年、任准将、第2軍団参謀長。1953年、第22師団長。
1954年、陸軍歩兵学校校長。1955年2月22日、第31師団長（初代）。1957年、第25師団長。1959年6月、第1軍参謀長。1960年、第6管区司令官。1961年、陸軍本部情報参謀副長、任少将。1962年、陸軍本部人事参謀副長。1963年、第3軍団長、任中将。1965年、陸軍本部情報参謀副長、合同参謀本部長。1966年、第1軍司令官。1969年、任大将、参謀次長。9月、参謀総長。
1972年、予備役編入、大統領特別補佐官。1973年12月、国防部長官。1983年、韓国反共連盟理事長。1981年12月11日から1988年3月27日まで韓国野球委員会の初代・2代総裁を務めた。

## 勲章
- 乙支武功勲章
- 保国勲章統一章
- レジオン・オブ・メリット - 1952年11月28日[9]